# 1902 w muzyce
Wydarzenia muzyczne w 1902 roku.

## Urodzili się
- 1 stycznia – Franciszek Ryling, polski skrzypek, dyrygent, pedagog i kompozytor (zm. 1986)
- 10 stycznia – Leon Rzewuski, polski pianista, kompozytor piosenek, oficer Wojska Polskiego II RP (zm. 1964)
- 11 stycznia – Maurice Duruflé, francuski kompozytor, organista i pedagog (zm. 1986)
- 12 lutego – Anny Konetzni, austriacka śpiewaczka operowa (sopran) (zm. 1968)
- 22 lutego – Józef Chwedczuk, polski organista i pedagog (zm. 1979)
- 27 lutego – Michał Wiłkomirski, polski skrzypek (zm. 1988)
- 2 marca – Iwo Wesby, polski i amerykański kompozytor i dyrygent pochodzenia żydowskiego (zm. 1961)
- 16 marca – Leon Roppolo, amerykański klarnecista jazzowy (zm. 1943)
- 21 marca – Son House, amerykański muzyk bluesowy (zm. 1988)
- 28 marca – Jaromír Vejvoda, czeski kompozytor i muzyk (zm. 1988)
- 29 marca
  - Mario Rossi, włoski dyrygent (zm. 1992)
  - William Walton, brytyjski kompozytor muzyki poważnej oraz filmowej (zm. 1983)
- 2 kwietnia – Marija Maksakowa, rosyjska śpiewaczka operowa (mezzosopran) (zm. 1974)
- 8 kwietnia – Josef Krips, austriacki dyrygent (zm. 1974)
- 20 kwietnia – Weselin Stojanow, bułgarski kompozytor (zm. 1969)
- 24 kwietnia – Jerzy Czaplicki, polski śpiewak operowy (baryton) (zm. 1992)
- 26 kwietnia
  - Władysław Daniłowski, polski pianista, kompozytor i wokalista (zm. 2000)
  - Zygmunt Latoszewski, polski dyrygent, dyrektor i kierownik artystyczny teatru, reżyser, pedagog, muzykolog (zm. 1995)
- 27 kwietnia – Józef Korolkiewicz, polski malarz, śpiewak i lekkoatleta (zm. 1988)
- 11 maja – Bidu Sayão, brazylijska śpiewaczka operowa (sopran) (zm. 1999)
- 13 maja – Maria Szczepańska, polska muzykolog, wykładowca akademicki (zm. 1962)
- 14 maja – Lūcija Garūta, łotewska pianistka, poetka, kompozytorka (zm. 1977)
- 16 maja – Jan Kiepura, polski śpiewak operowy (tenor) (zm. 1966)
- 19 maja – Lubka Kołessa, ukraińska pianistka i pedagog muzyczny (zm. 1997)
- 6 czerwca – Jimmie Lunceford, amerykański saksofonista jazzowy (zm. 1947)
- 11 czerwca – Wissarion Szebalin, rosyjski kompozytor, pedagog i dyrygent (zm. 1963)
- 18 czerwca – Ada Witowska-Kamińska, polska śpiewaczka (sopran) (zm. 1983)
- 19 czerwca – Guy Lombardo, kanadyjski skrzypek i kierownik orkiestry rozrywkowej (zm. 1977)
- 26 czerwca
  - Artemi Ajwazjan, ormiański radziecki kompozytor i dyrygent (zm. 1975)
  - Hugues Cuénod, szwajcarski śpiewak operowy (tenor) (zm. 2010)
- 28 czerwca – Richard Rodgers, amerykański kompozytor (zm. 1979)
- 8 lipca – Roman Heising, polski śpiewak operowy (baryton), muzykolog i pedagog (zm. 1989)
- 16 lipca – Stefan Herman, polski skrzypek, pedagog (zm. 1981)
- 31 lipca – Edwin Geist, niemiecki dziennikarz, kompozytor i dyrygent (zm. 1942)
- 6 sierpnia – Margarete Klose, niemiecka śpiewaczka operowa (mezzosopran) (zm. 1968)
- 9 sierpnia – Zino Francescatti, francuski skrzypek (zm. 1991)
- 16 sierpnia – Stefan Bolesław Poradowski, polski kompozytor (zm. 1967)
- 24 sierpnia – Władysław Walentynowicz, polski pianista, kompozytor, pedagog i działacz muzyczny (zm. 1999)
- 25 sierpnia – Stefan Wolpe, amerykański kompozytor i pedagog pochodzenia niemieckiego (zm. 1972)
- 26 sierpnia
  - Siergiej Bałasanian, ormiański kompozytor, dyrygent, pedagog (zm. 1982)
  - Jimmy Rushing, amerykański wokalista bluesowy (zm. 1972)
- 11 września – Barbecue Bob, amerykański gitarzysta bluesowy (zm. 1931)
- 14 września – Stanisław Suchorowski, polski miłośnik folkloru, nauczyciel, zbieracz pieśni ludowych oraz kompozytor (zm. 1944)
- 17 września – Adam Aston, polski aktor i piosenkarz (zm. 1993)
- 25 września – Hanka Ordonówna, polska piosenkarka, tancerka i aktorka (zm. 1950)
- 29 września – Mikel Koliqi, albański kardynał, kompozytor (zm. 1997)
- 5 października – Michał Kondracki, polski kompozytor, pedagog i publicysta muzyczny (zm. 1984)
- 15 października – Andrij Sztoharenko, ukraiński kompozytor i pedagog (zm. 1992)
- 25 października – Eddie Lang, amerykański gitarzysta jazzowy (zm. 1933)
- 31 października – Julia Lee, amerykańska piosenkarka i pianistka bluesowa (zm. 1958)
- 1 listopada – Eugen Jochum, niemiecki dyrygent (zm. 1987)
- 10 listopada – Antonio María Valencia, kolumbijski kompozytor i pianista (zm. 1952)
- 14 listopada – Carlo Buti, włoski piosenkarz (zm. 1963)
- 16 listopada – Richard Kraus, niemiecki dyrygent (zm. 1978)
- 18 listopada – Karel Mengelberg, holenderski kompozytor i dyrygent (zm. 1984)
- 22 listopada
  - Emanuel Feuermann, austriacki wiolonczelista żydowskiego pochodzenia żydowskiego (zm. 1942)
  - Ethel Smith, amerykańska organistka (zm. 1996)
- 4 grudnia – Józef Powroźniak, polski pedagog muzyczny i publicysta (zm. 1989)
- 6 grudnia – Juliusz Weber, polski skrzypek, profesor Akademii Muzycznej w Krakowie (zm. 1980)
- 19 grudnia – Halina Dudicz-Latoszewska, polska śpiewaczka operowa (sopran) (zm. 1994)
- 29 grudnia
  - Arnold Lewak, polski muzyk pochodzenia żydowskiego; pianista, skrzypek, altowiolista, dyrygent (zm. 1976)
  - Henryk Wars, polski i amerykański kompozytor, pionier jazzu w Polsce, pianista (zm. 1977)

## Zmarli
- 18 stycznia – Filippo Marchetti, włoski kompozytor operowy (ur. 1831)
- 24 stycznia – August Padyga, polski dyrygent, nauczyciel śpiewu i muzyki, kompozytor (ur. 1849 lub 1847)
- 1 lutego – Salomon Jadassohn, niemiecki pianista, kompozytor i teoretyk muzyki (ur. 1831)
- 6 lipca – Leopoldo Miguez, brazylijski kompozytor i dyrygent (ur. 1850)
- 13 lipca – Benjamin Bilse, niemiecki dyrygent i kompozytor (ur. 1816)
- 3 sierpnia – August Klughardt, niemiecki kompozytor i dyrygent epoki romantyzmu (ur. 1847)
- 23 sierpnia – Teresa Stolz, czeska śpiewaczka (sopran spinto) (ur. 1834)
- 7 września – Franz Wüllner, niemiecki kompozytor, dyrygent i pianista (ur. 1932)
- 11 września – Émile Bernard, francuski kompozytor i organista (ur. 1843)
- 26 września – Gustaw Frieman, polski skrzypek, kompozytor i pedagog szwedzkiego pochodzenia (ur. 1842)
- 28 września – Ion Ivanovici, rumuński kompozytor (ur. 1845)
- 24 października – Władysław Zaremba, ukraiński kompozytor, pianista i pedagog (ur. 1833)